# Kousantasi Kioferzi
Kousantasi Kioferzi (turkiska: Kuşadası Körfezi) är en bukt vid Egeiska havet på Anatoliens västkust, i gränsområdet mellan turkiska fastlandet och den grekiska ön Samos.